# 布拉伊利夫

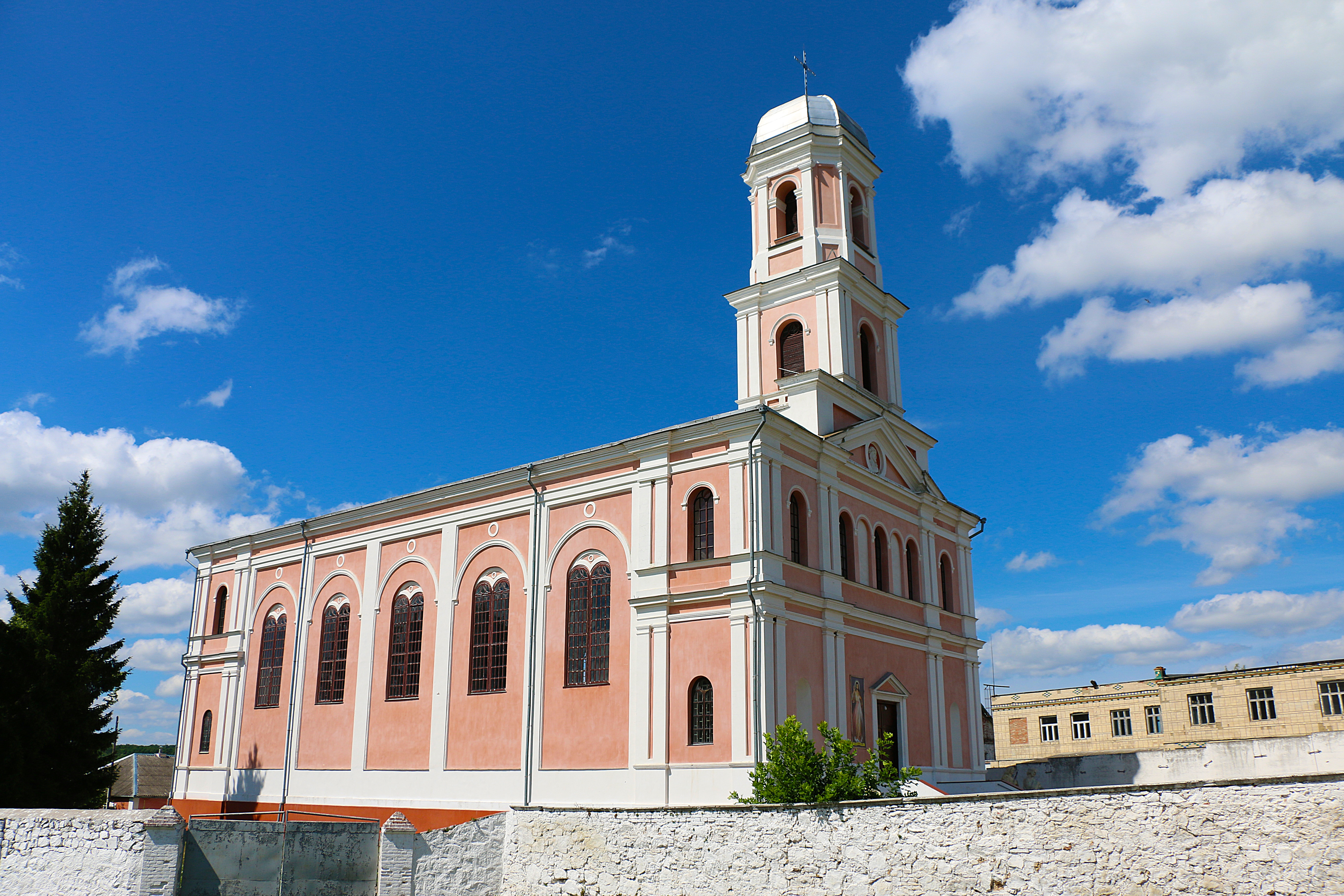
教堂

布拉伊利夫（烏克蘭語：Браїлів），是烏克蘭西南部文尼察州日梅林卡區日梅林卡市镇内的市級鎮。始建於1440年，面積5.57平方公里，海拔高度258米，2014年人口4,739，人口密度每平方公里850.81人。